# Rosenstare
Rosenstare (Pastor roseus) är en tätting i familjen starar (Sturnidae). Den är en flyttfågel som normalt förekommer på stäpper och i halvöken öster om Svarta havet till Tien Shan. Fågeln övervintrar framförallt i Indien och i tropiska Asien. IUCN kategoriserar den som livskraftig.

## Utseende
I adult fjäderdräkt är arten mycket distinkt med sin rosa över- och undersida, ljust orangefärgade näbb och tarser, och glänsande svarta huvud, vingar och stjärt. Hanar i häckningsdräkt har förlängda fjädrar på hjässan som bildar en luftig tofs och som blir mer framträdande när den blir upphetsad. I vinterdräkt har den kortare tofs och dräkten är mattare då de nyruggade svarta fjädrarna har ljusa bräm. Dessa ljusa fjäderkanter nöts ned med tiden vilket gör att de glansigt svarta framträder igen till våren.
Adulta honor har kort tofs på hjässan och är mattare och mindre distinkt utan den tydligt kontrasterande rosasvarta fjäderdräkten. Juveniler kan särskiljas ifrån den europeiska staren (S. vulgaris) utifrån sin ljusare fjäderdräkt och kortare gula näbb. På sensommaren ruggar juvenilerna till en mer dämpad version av den adulta dräkten och saknar då huvudtofsen. Honorna får sin första adulta fjäderdräkt efter ungefär ett år och hanarna vid ungefär två års ålder. Hanarna, under sitt andra levnadsår, bär en dräkt som påminner om de adulta honornas, men med längre tofs och tydligt ljusare bräm.

## Läten
Rosenstarens läten är sträva och korta. Sången utförs ofta i grupp med darrande vingar som mest påminner om ungstarar, en kör av gnissliga, silvriga och knackiga läten.

## Utbredning och systematik

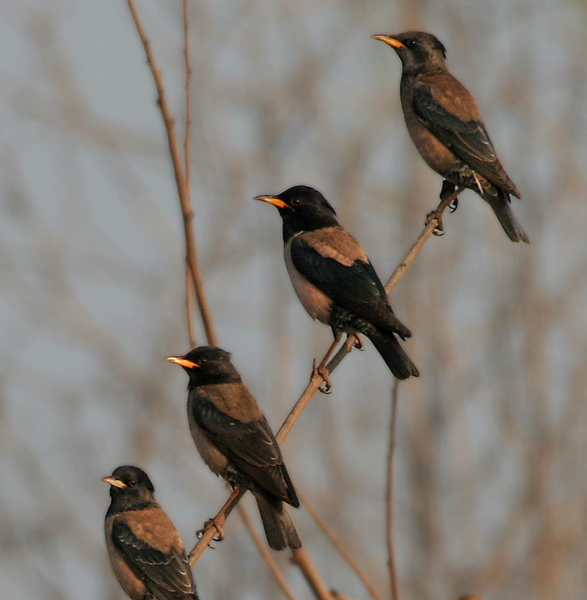
Rosenstarar i närheten av Hyderabad i Indien

Rosenstarar är en flyttfågel som häckar från östra Europa till Sydasien, framförallt i ett område som sträcker sig från Svarta havet till Tien Shan. Den övervintrar framförallt i Indien och tropiska Asien. Väster om Svarta havet är den sporadisk men den häckar, om än inte varje år, i exempelvis Bulgarien. Rosenstaren uppträder också vissa år invasionsartat utanför sitt vanliga utbredningsområde. Exempelvis häckade över 6 000 par i Italien 1875 och i Ungern 1994–1995 häckade 1 700 par samtidigt med 1 200 icke-häckande individer. I Sverige är rosenstaren en sällsynt men regelbunden gäst.

### Släktestillhörighet
Rosenstaren har under en längre period placerats i släktet Sturnus tillsammans med bland andra den europeiska staren (Sturnus vulgaris). Fylogenetiska undersökningar har dock visat att rosenstaren inte alls är så nära släkt med de europeiska stararna utan närmre besläktad med majnorna i Acridotheres.  Detta har resulterat i en rekommendation att rosenstaren får återta sin tidigare placering i det egna släktet Pastor.

## Ekologi

### Häckning
Rosenstaren häckar i stora kolonier med hundratals eller tusentals bon, på öppen stäpp där gräshoppor är vanliga, vanligen nära vatten och ofta i dalar. Häckningstiden är mellan maj och juli, men är starkt beroende av födotillgången. Boet byggs snabbt av båda könen, en skål av gräs och kvistar men också aromatiska växter som malört, fänkålsarten  Ferula communis och gräs av släktet Aeluropus. Boet placeras i ett hål mellan stenar eller i en klippskreva eller i en byggnad. Honan lägger tre till sex blekblå till azurblå ägg som ruvas av båda könen i 15 dagar. Ungarna är flygga efter 24 dagar.
Efter häckningen rör sig arten till mer beskogade områden. Den övernattar i flockar i törnbuskar, träd eller vassfält, ofta med andra startarter eller parakiter (Psittacula), kråkor, Ploceus-vävare eller sparvfinkar.

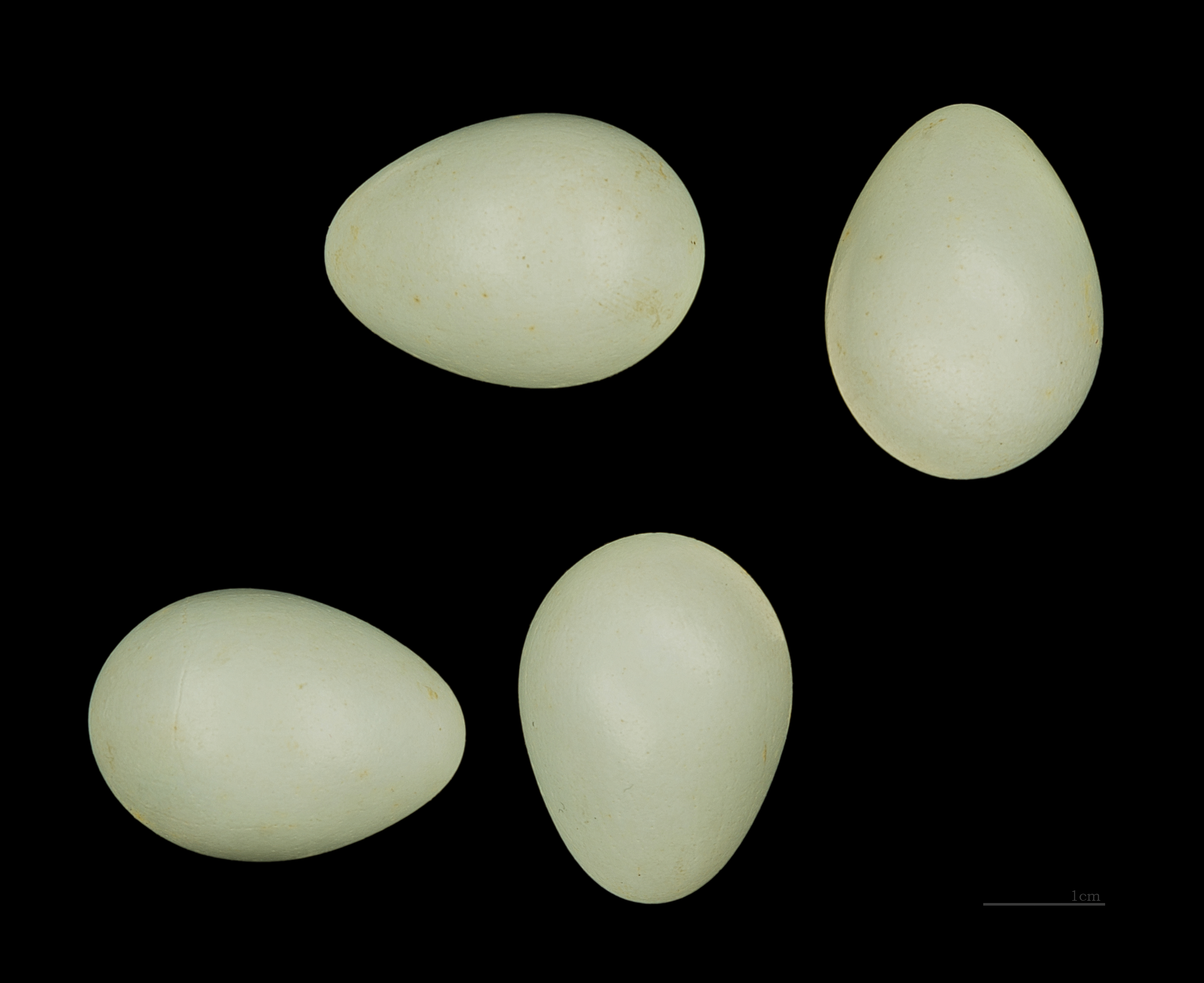
Ägg av rosenstare.

### Föda
Under häckningstid är rosenstaren en insektsätare. Dieten domineras av olika sorters gräshoppor som fångas på marken. Ibland sällskapar den också med boskap för att fånga de insekter som dessa driver upp. Vintertid kan den även inta frukt, frön och nektar.

## Rosenstaren och människan

### Status och hot
Arten har ett stort utbredningsområde och en stor population med okänd utveckling. Utifrån dessa kriterier kategoriserar IUCN arten som livskraftig (LC). I Europa tros 61 300–230 000 par häcka.

### Namn
Fågeln har på svenska även kallats rosenfärgad drossel, rosendrossel, tofsdrossel.